# 장 드 뒤누아 백작

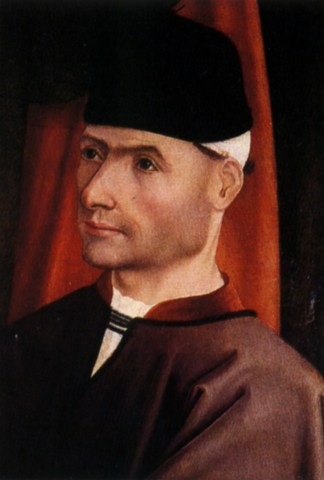
장 드 뒤누아의 초상화

뒤누아 백작의 문장.

장 드 뒤누아 백작(프랑스어: Jean de Dunois, 대개 오를레앙의 서자(bâtard d'Orléans) 혹은 장 도를레앙(Jean d'Orléans), 1402년 11월 23일 ~ 1468년 11월 24일)은 루이 1세 도를레앙 공작와 마리에트 앙갱(Mariette d'Enghien)의 사생아이다.
그의 경력 중 가장 많이 알려진 이름은 대개 "오를레앙의 사생아"(bâtard d'Orléans; 바타르 도를레앙)라고 불렸다. 그가 왕실 가문으로 인정받게 된 것은 배다른 형의 포로신세로 인해 사실상의 첫 번째 계승자가 될 자격이 되었던 것이다.
1407년 아버지 루이가 암살되었고, 배다른 형 샤를은 1415년 아쟁쿠르 전투에서 잉글랜드의 포로가 되어 10년간 구금되었다. 오를레앙 가문에서 유일한 성인남자는 이제 장 밖에 없었다.
샤를 6세의 치세 때 그는 프랑스 내란에서 아르마냐크파로서 참가해 1418년 부르고뉴파에게 사로잡혔다. 1420년에 해방된 뒤 그는 도팽 샤를을 섬기며 백년 전쟁에서 잉글랜드 군대와 전투를 벌였다.
백년 전쟁때에는 오를레앙 공략 총사령관이 되어, 잔 다르크와 함께 오를레앙의 포위를 진행했다. 그는 이 전투 이후 잔다르크와 행동을 함께하며 그녀가 죽을 때까지 그녀의 휘하에서 전투를 벌였다.
또 백년 전쟁 종결후 오랜 전우였던 알랑송 공 장 2세를 체포했다(죄목은 불명).
샤를 7세 사후, 그의 후계자에게 불만을 품은 뒤누아 백작은 1465년 공익 동맹(리그 뒤 비앙 퓨브리크)에 참가했다.

## 결혼과 자손
그는 1422년 4월 부르주에서 마리 르베(Marie Louvet ;1426년 사망)와 결혼했으나 슬하에 자식이 없었다.
1439년 10월 26일 하르쿠르의 마리(Marie of Harcourt ;1464년 사망)와 2번째 결혼을 올렸고, 그녀는 파르트네의 영주권을 갖고 있었다. 슬하에 2명의 아이를 두었다.
- 프랑수아 다를레앙-롱그빌(François d'Orléans-Longueville; 1447년-1491년), 뒤누아 백작, 탕커빌, 롱그빌, 몽고메리, 바렝그벡 남작, 멜룬의 자작, 프랑스의 시종, 도팽과 노르망디의 지배자, 노르망디의 시종과 총사령관 등. 1466년 7월 2일 아그네스 드 사부아(1445-1508년)와 결혼했다.
- 카트린 다를레앙(Catherine d'Orléans; 1449년-1501년) - 루시 백작 장 7세(요한 폰 잘브뤼겐( John VII of Saarbrucken);1430-1492년)와 1468년 5월 14일 결혼했다.

## 작위, 칭호
- 프랑스 대시종(1403년 - 1468년) 1살때부터
- 바르보네 영주(1421년 - 1468년)
- 모르텡 백작(1421년 - 1425년)
- 생소뵈르 자작
- 피리고드 백작(1430년 - 1439년)
- 뒤누아 백작(1439년 - 1468년)
- 롱그빌 백작(1443년 - 1468년)